# Vlag van Stad aan 't Haringvliet

Vlag van Stad aan 't Haringvliet

De vlag van Stad aan 't Haringvliet werd in januari 2006 door het Nederlandse dorp Stad aan 't Haringvliet in gebruik genomen en bestaat uit vijf banen van gelijke hoogte in geel en rood. De vlag toont hetzelfde beeld het gemeentewapen, en dat is die van de plaatselijke heren uit het geslacht Van Wittenhorst.

## Verwante afbeeldingen

Het wapen van Stad aan 't Haringvliet

Achthuizen
· Den Bommel
· Dirksland
· Dubbeldam
· Goedereede
· Gouderak
· Heerjansdam
· Herkingen
· Hoek van Holland
· Kaag
· Katwijk
· Kijkduin
· Klaaswaal
· Lekkerkerk
· Lisse
· Maasdam
· Maasland
· Melissant
· Middelharnis
· Nieuwe-Tonge
· Noordeloos
· Ooltgensplaat
· Ouddorp
· Oude-Tonge
· Rijnsburg
· Rockanje
· Scheveningen
· Sommelsdijk
· Stad aan 't Haringvliet
· Stellendam
· Tiengemeten
· Valkenburg
· Wieldrecht